# Stephen Holden
Stephen Holden (Morristown, Nueva Jersey; 18 de julio de 1941) es un escritor, crítico musical, crítico de cine y poeta estadounidense.

## Biografía
Holden recibió un título de Bachelor of Arts en la Universidad Yale en 1963. Trabajó como editor fotográfico, escritor y finalmente se convirtió en A&R de la compañía discográfica RCA Records, antes de pasar a escribir reseñas de música pop y artículos similares para Rolling Stone, Blender, The Village Voice, The Atlantic y Vanity Fair, entre otras. Recibió cierta fama por sus trabajos en los años 1970 de la revista Rolling Stone, donde cubría básicamente cantautores y artistas de pop. Comenzó a trabajar para el New York Times en 1981, convirtiéndose en uno de los críticos de cine y teatro más conocidos del periódico.
Gracias a su experiencia como periodista y directivo de RCA escribió la novela satírica Triple Platinum, publicada por Dell Books en 1980. En 1986 recibió un premio Grammy a las mejores notas de álbum en el disco recopilatorio de Frank Sinatra The Voice: The Columbia Years. Algunos de sus poemas han sido publicados en The New Yorker y en el recopilatorio The New Yorker Book of Poems.